# Zarubynci (obwód żytomierski)
Zarubynci (ukr. Зарубинці) – wieś na Ukrainie, w obwodzie żytomierskim, w rejonie berdyczowskim, w hromadzie Andruszówka. W 2001 roku liczyła 904 mieszkańców.